# Ligne Urquiza
La ligne Urquiza (espagnol : línea Urquiza) est une ligne de chemin de fer située à Buenos Aires, en Argentine, destinée au transport d'habitants des banlieues vers le centre économique de la ville,,,. 

## Histoire
La ligne prend naissance à la gare appelée la gare Federico Lacroze, dans le quartier de Chacarita, et s'étend jusqu'à la station ou gare General Lemos, dans la localité suburbaine de San Miguel, fin d'un rameau électrifié du chemin de fer General Urquiza ou FCGU, dont elle emprunte ce faisant la partie des voies correspondant au grand Buenos Aires. Dans la gare Federico Lacroze, il existe une correspondance avec la ligne  du métro de Buenos Aires.
C'est l'entreprise Metrovías qui est opératrice du service. Cette même entreprise est aussi chargée des prestations sur la ligne B du métro (ainsi que sur toutes les lignes du métro), qui par ailleurs a le même écartement des rails. Néanmoins, il n'y a pas de services directs entre ces deux lignes (malgré l'existence d'un raccordement). La correspondance entre les deux stations doit se faire par tunnel pour passagers piétons.
La ligne dessert une partie de la banlieue nord-ouest de la capitale. L'écartement des rails est normal (1 435 millimètres). La ligne compte 26 kilomètres, tous électrifiés par système de troisième rail. On y dénombre 23 stations.

## Fréquentation
Entre 1993 et 1994, à la suite de la privatisation des chemins de fer argentins, le nombre de passagers augmenta brusquement, puis le chiffre des usagers suivit une courbe ascendante régulière jusqu'en 1999. La crise de 1999-2002 en Argentine provoqua un recul de plus ou moins 17 % dont le plus bas se situe en 2002. Dès 2003 cependant la fréquentation dépassait déjà son ancien maximum de 1999. 
- 1993 : 16 787 000
- 1994 : 22 442 000
- 1999 : 25 818 000
- 2002 : 21 855 000
- 2003 : 26 664 000
- 2004 : 28 000 000 approximativement. (dernières statistiques disponibles = les 9 premiers mois de 2004 avec 21 079 000 passagers)